# 延初
延初（えんしょ）は、五胡十六国時代、前秦の君主苻崇の治世で使用された元号。394年7月 - 10月。
- 元年7月：苻登が後秦との戦闘で捕虜となり斬首される。太子の苻崇が即位。
- 元年10月：苻崇が西秦の乞伏軻弾により斬殺され、前秦は滅亡。

## 西暦・干支との対照表
| 延初 | 元年  |
| 西暦 | 394年 |
| 干支 | 甲午  |